# Ilavská kotlina
Ilavská kotlina je geomorfologický podcelek Považského podolia.  Leží mezi Púchovským a Trenčínským průlomem Váhu v centrální části Trenčínského kraje a jde o převážně rovinatou sníženinu, tvořenou třetihorními uloženinami říčních náplavů Váhu a jeho přítoků.

## Polohopis
Nachází se na západním Slovensku v centrální části Povážského podolia na středním Pováží. Má protáhlý tvar ve směru severovýchod-jihozápad, délku cca 30 a šířku v rozmezí od 3 do 5 km. Kotlina lemuje řeku Váh, která vytváří osu kotliny a kromě pravostranného přítoku Vlára přijímá na území zejména malé přítoky. Patří do mírně teplé klimatické oblasti.
Kotlinu ohraničují ze západu výběžky Bílých Karpat ( podcelek Bielokarpatské podhůří), ze severu Javorníky, z východu Strážovské vrchy (podcelek Trenčínská vrchovina). Jižně se v Trenčínském průlomu začíná Trenčínská kotlina. 

## Sídla v Ilavské kotlině
Ilavská kotlina patří mezi hustě obydlené oblasti a významnými jsou města Púchov, Ilava, Dubnica nad Váhom, Nová Dubnica a Nemšová. Z obcí jsou nejvýznamnější Beluša, Pruské, Lednické Rovne, Ladce a Košeca. Osídlení je poměrně rovnoměrné, nejvyšší koncentraci dosahuje v jižní části v okolí průmyslových center. Sídla se nacházejí po obou březích Váhu na silnicích, sledujících vodní tok.

## Doprava
Územím vedou důležité dopravní komunikace, spojující jih se severem; mezinárodní silnice E 50 (směřující z Brna na Žilinu ) a E 75 (Bratislava - Žilina) vede po dálnici D1, nadregionální význam má Považím vedoucí silnice I / 61 (Trenčín - Žilina), I / 57 ( Nemšová - Vsetín ) a silnice I / 49, resp. rychlostní silnice R6 vedoucí z Beluše na Moravu. Důležitou roli hrají i silnice II. třídy; po pravém břehu Váhu vedoucí silnice II / 507 (Trenčín - Púchov) a na Ponitrie vedoucí cesty II / 574 ( Ilava - Nováky ) a II / 516 (Trenč. Teplá - Bánovce nad Bebravou ). 
Severo-jižním směrem vede i železniční trať Bratislava - Žilina, která je součástí V. evropského koridoru a hlavního propojení západního a východního Slovenska. V Púchově se tato trať setkává s tratí na Moravu, po které vedou hlavní spoje na Prahu. Významným regionálním železničním uzlem je Trenčianska Teplá, kde začínají tratě do Trenčianských Teplic, Brumova přes Vlársky průsmyk a Lednické Rovne.